# Slaapschip
Een slaapschip is een fictief ruimtevaartuig uit de sciencefictionwereld.
Het gaat hier over een ruimteschip voor lange ruimtereizen, waarbij de bemanningsleden in kunstmatige slaap zijn gebracht, door middel van stase of cryogenica. Een geavanceerde computersysteem houdt de slaaptoestand van de bemanning in de gaten en wekt ze bij calamiteiten.
Meestal worden slaapschepen gebruikt in verhalen over interstellaire ruimtereizen met snelheden onder de lichtsnelheid, maar ook bij reizen binnen het zonnestelsel komen slaapschepen soms voor, zoals in 2001: A Space Odyssey.

## Slaapschepen in sciencefiction

### Boeken
- 1956 - Jerry Sohl - Death in Transit (kort verhaal)
- 1968 - Arthur C. Clarke - 2001: een ruimte-odyssee (ruimteschip Discovery One)
- 1980 - Douglas Adams - Het restaurant aan het eind van het heelal
- 1986 - Arthur C. Clarke - De verre Aarde
- 2001 - Arwen Dayton - Resurrection

### Stripboeken
- 1978 - Roger Leloup - Yoko Tsuno: De 3 zonnen van Vinea (Astronef en Inter-melkweg-spoel)

### Films
- 1968 - 2001: A Space Odyssey (ruimteschip Discovery One)
- 1979 - Alien (ruimteschip Nostromo)
- 1986 - Aliens (ruimteschip Sulaco)
- 1998 - Lost in Space
- 2009 - Avatar (film)
- 2009 - Mr. Nobody
- 2009 - Pandorum (ruimteschip Elysium)

### Televisieseries
- 1967 - Star Trek -aflevering Space Seed (ruimteschip SS Botany Bay)
- 1976 - Space: 1999 -aflevering Earthbound (Kaldorian sleeper ship)
- 1979 - Battlestar Galactica -aflevering Greetings from Earth
- 1989 - Star Trek: The Next Generation -aflevering The Emissary (Klingon-ruimteschip T'Ong)
- 1994 - Babylon 5 -aflevering The Long Dark (Talthun sleeper ship Stromos)

### Computerspellen
- 2003 - Freelancer - De intro, referenties naar die gebeurtenis in  het hele spel.